# Toyen

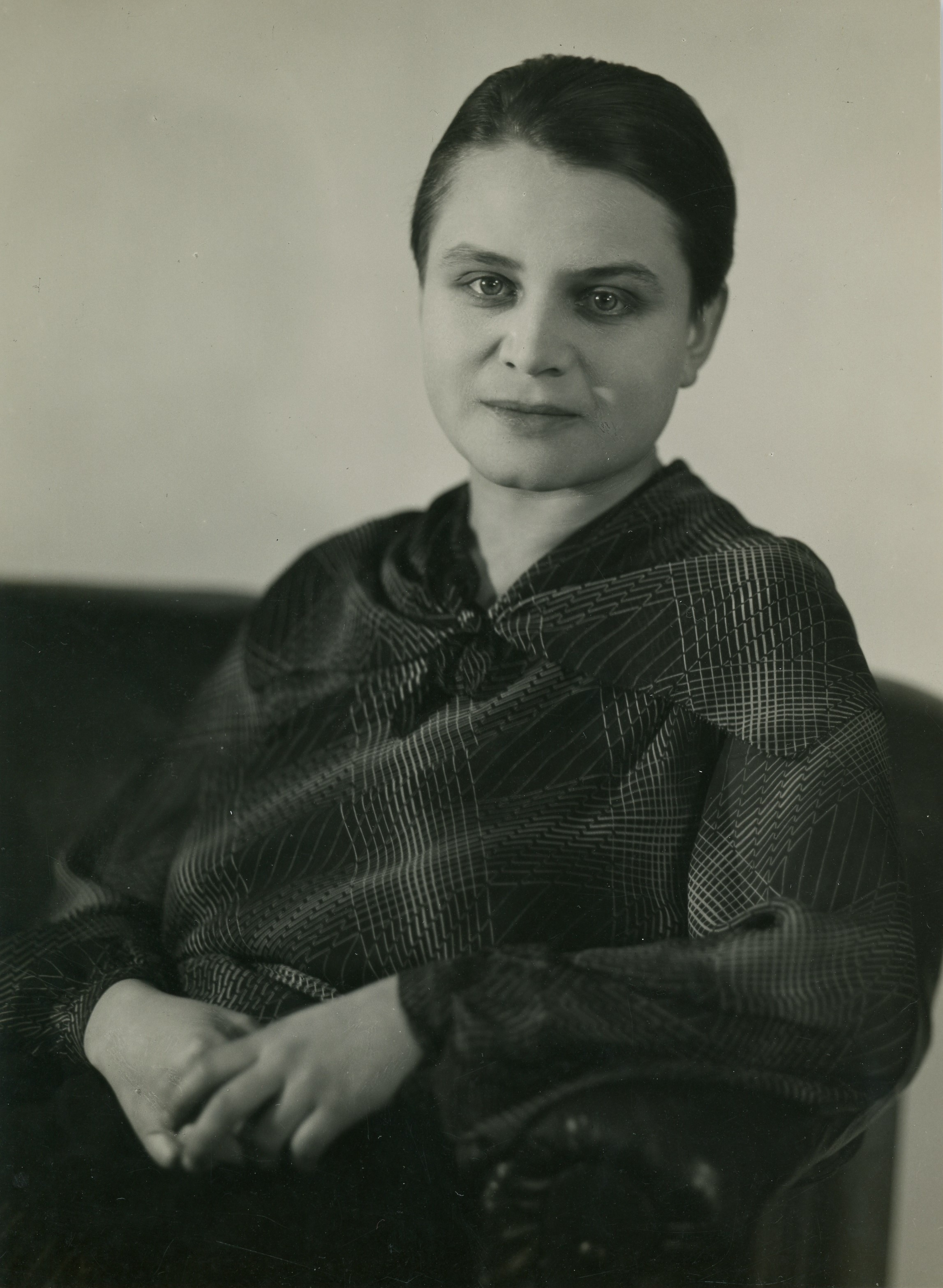
Toyen (1930)

Toyen, eigentlich Marie Čermínová (* 21. September 1902 in Prag; † 9. November 1980 in Paris) war eine tschechische surrealistische Malerin, Zeichnerin und Grafikerin und Vertreterin des Poetismus.

## Leben
Marie Čermínová wurde 1902 als zweite Tochter von Marie und Václav Čermín in Smíchov bei Prag geboren. Im Alter von 17 Jahren verließ sie ihr Elternhaus. Sie wandte sich von ihrer Familie ab und suchte ein Leben jenseits der bürgerlichen Maßstäbe. Von 1919 bis 1922 besuchte sie die Schule für angewandte Künste in Prag. 1922 begegnete Čermínová auf der kroatischen Insel Korčula dem Dichter Jindřich Štyrský, mit dem sie bis zu dessen Tod 1942 eine enge künstlerische Freundschaft verband. Sie änderte ihren Namen in Toyen, eine Ableitung von französisch citoyen (Bürger), und vermied damit die geschlechtliche Zuordnung ihres Namens.

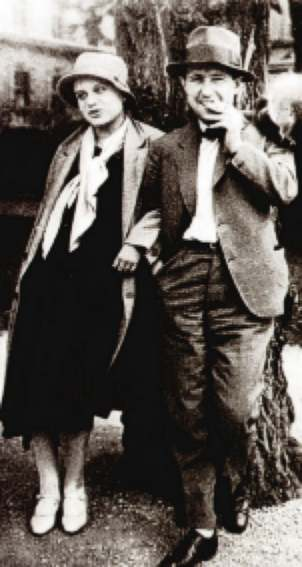
Toyen und Karel Teige (1925)

Toyen und Štyrský arbeiteten in der radikalen und avantgardistischen tschechischen Gruppe Devětsil. Im Dezember 1923 stellte Toyen erstmals Bilder in kubistisch-futuristischem aus. 1925 zogen die beiden nach Paris, wo sie an Ausstellungen teilnahmen und 1926 ihre erste Einzelausstellung in der Galerie d’art contemporain hatten.  Sie entwarfen den „poetischen Artifizialismus – eine Alternative zu Abstraktion und Surrealismus“.
1929 kehrte Toyen nach Prag zurück. Sie nahm an mehreren Ausstellungen teil, trat 1932 dem Kunstverein Mánes bei und war als einzige Frau 1934 an der Gründung der tschechoslowakischen Surrealisten-Gruppe beteiligt, u. a. mit Karel Teige, Vítězslav Nezval. Sie stand weiter in Kontakt zu den französischen Surrealisten um André Breton und Paul Éluard. Gemeinsam gaben sie das Bulletin international du surréalisme heraus. Seit dieser Zeit war Toyen an allen internationalen Ausstellungen der Surrealisten beteiligt, unter anderem an der Exposition Internationale du Surréalisme 1938 in Paris.
Nach der Zerschlagung der Tschechoslowakei und Besetzung Prags durch die Nationalsozialisten 1939 hielt sich Toyen im Untergrund und konnte nicht mehr öffentlich arbeiten. Sie versteckte in ihrer kleinen Wohnung im Stadtteil Žižkov den jüdischen Künstlerkollegen aus der Prager Surrealistengruppe Jindřich Heisler. 1942 verstarb der schwer kranke Štyrský.
Nach Kriegsende konnte Toyen wieder öffentlich ausstellen. Sie verließ Prag 1947 gemeinsam mit Heisler wieder Richtung Paris, auch um der Gefahr des Stalinismus in ihrem Land zu entgehen. Sie befürchtete eine Beschneidung ihrer persönlichen und künstlerischen Freiheit nach der Machtübernahme der Kommunisten in Prag und übersiedelte ihr umfangreiches Werk nach Paris. Dort konnte sie an ihre Vorkriegskontakte anknüpfen und sie wurde eine wichtige Persönlichkeit der Surrealisten-Gruppe rund um Breton, deren Auflösung im Jahr 1969 sie schwer verkraftete.
Im Alter lebte Toyen zurückgezogen in Paris und sie geriet zunehmend in Vergessenheit. Sie starb 1980 im Alter von 78 Jahren und ruht auf dem Pariser Cimetière des Batignolles.
Ihr Werk wurde erst bei der Versteigerung ihres Nachlasses im Jahr 1980 wieder einem breiten Publikum bekannt und ist seither auf dem internationalen Kunstmarkt stark nachgefragt.

## Werk
Am Anfang wechselten Werke unter kubistischem Einfluss mit Motiven von Clowns und Akrobaten; später folgte eine kurze Hinwendung zum Primitivismus. Ab 1925 in Paris entwickelte sie in der Zusammenarbeit mit Štyrský experimentellere Malweisen und das Konzept des Artifizialismus. Ihr Schaffen nahm in manchem die Nachkriegsströmung Informel vorweg. Ab 1930 kehrte die Gegenständlichkeit in ihr Werk zurück, sie kann ab dieser Zeit dem Surrealismus zugeordnet werden. Ab 1945 traten vermehrt Elemente der Collage in ihre Bilder. Toyen illustrierte zwischen 1923 und 1950 über 500 Bücher.
Die Werke Toyens behandeln oftmals die Themen „Sex, Gewalt, Natur, Alchemie“. Sie gilt als „bedeutendste Künstlerin der tschechischen Avantgarde und wegweisende Protagonistin der französischen Nachkriegssurrealismus“.

## Ausstellungen (Auswahl)
- 1982 – Štyrský Toyen Heisler im Centre Georges-Pompidou, Paris
- 2021 – Toyen, Retrospektive in der Hamburger Kunsthalle,[8] 24. September 2021 bis 13. Februar 2022, Kuratorinnen: Annabelle Görgen-Lammers, Annie Le Brun und Anna Pravdova